# Masters d'échecs d'Enghien
Les Masters d'échecs d'Enghien sont cinq tournois d'échecs qui se déroulent dans la ville d'Enghien-les-Bains entre 1995 et 2003. Ils contribuent au développement des échecs en France : Étienne Bacrot y devient le plus jeune Grand maître international (à l'époque) de l'histoire du jeu d'échecs.

## Palmarès
| Année | Vainqueur(s)                    | Deuxième(s)                                       | Troisième(s)                                        |
| ----- | ------------------------------- | ------------------------------------------------- | --------------------------------------------------- |
| 1995  | Igors Rausis                    | Robert Fontaine Étienne Bacrot Ekaterina Boroulia |                                                     |
| 1997  | Étienne Bacrot Viktor Kortchnoï |                                                   | Iossif Dorfman                                      |
| 1999  | Joël Lautier                    | Viktor Bologan                                    | Ruslan Ponomariov Vladislav Tkachiev Étienne Bacrot |
| 2001  | Vladimir Akopian                | Joël Lautier                                      | Étienne Bacrot Ievgueni Bareïev Loek van Wely       |
| 2003  | Ievgueni Bareïev                | Michael Adams                                     | Boris Guelfand Judit Polgár                         |

## Historique

### Premier Master: 1995
Victoire du grand maître letton Igors Rausis. Robert Fontaine, Étienne Bacrot et Ekaterina Boroulia réalisent une norme de maître international. Bacrot réalisa sa troisième et dernière norme devenant ainsi, à douze ans, le plus jeune maitre du monde.
Tournoi de catégorie V
| No. | Nom                | Titre | Nat.      | Elo  | 01 | 02 | 03 | 04 | 05 | 06 | 07 | 08 | 09 | 10 | Total | Rang |
| --- | ------------------ | ----- | --------- | ---- | -- | -- | -- | -- | -- | -- | -- | -- | -- | -- | ----- | ---- |
| 01  | Igors Rausis       | GMI   | Lettonie  | 2515 | X  | =  | =  | =  | 1  | =  | 1  | =  | 1  | 1  | 6,5   | 1er  |
| 02  | Robert Fontaine    |       | France    | 2285 | =  | X  | =  | 1  | 0  | =  | =  | 1  | 1  | 1  | 6     | 2-4e |
| 03  | Étienne Bacrot     | f     | France    | 2395 | =  | =  | X  | =  | 1  | 0  | =  | 1  | 1  | 1  | 6     | 2-4e |
| 04  | Ekaterina Borulya  | GMf   | Allemagne | 2370 | =  | 0  | =  | X  | 1  | 1  | =  | =  | 1  | 1  | 6     | 2-4e |
| 05  | Arnaud Payen       | f     | France    | 2345 | 0  | 1  | 0  | 0  | X  | 1  | =  | =  | 1  | 1  | 5     | 5e   |
| 06  | Yohan Bénitah      |       | France    | 2320 | =  | =  | 1  | 0  | 0  | X  | 1  | =  | =  | =  | 4,5   | 6-8e |
| 07  | Jaroslav Srokowski | MI    | Ukraine   | 2435 | 0  | =  | =  | =  | =  | 0  | X  | =  | 1  | 1  | 4,5   | 6-8e |
| 08  | Juan Mellado       | MI    | Espagne   | 2460 | =  | 0  | 0  | =  | =  | =  | =  | X  | 1  | 1  | 4,5   | 6-8e |
| 09  | Pierre Carbonnel   |       | France    | 2230 | 0  | 0  | 0  | 0  | 0  | =  | 0  | 0  | X  | 1  | 1,5   | 9e   |
| 10  | Alain Viot         |       | France    | 2150 | 0  | 0  | 0  | 0  | 0  | =  | 0  | 0  | 0  | X  | 0,5   | 10e  |

### Deuxième Master: 1997
Victoire conjointe d'Étienne Bacrot et Viktor Kortchnoï. Le jeune français devient ainsi à 14 ans le plus jeune grand maître international de l'histoire du jeu (record battu depuis).
Tournoi de catégorie X
| No. | Nom                  | Titre | Nat.     | Elo  | 01 | 02 | 03 | 04 | 05 | 06 | 07 | 08 | 09 | 10 | Total | Rang  |
| --- | -------------------- | ----- | -------- | ---- | -- | -- | -- | -- | -- | -- | -- | -- | -- | -- | ----- | ----- |
| 01  | Étienne Bacrot       | MI    | France   | 2500 | X  | 1  | =  | 0  | =  | 1  | =  | 1  | 1  | 1  | 6,5   | 1-2er |
| 02  | Viktor Kortchnoï     | GMI   | Suisse   | 2635 | 0  | X  | =  | =  | 1  | =  | 1  | 1  | 1  | 1  | 6,5   | 1-2e  |
| 03  | Iossif Dorfman       | GMI   | France   | 2585 | =  | =  | X  | =  | =  | =  | 1  | =  | 1  | =  | 5,5   | 3e    |
| 04  | Igors Rausis         | GMI   | Lettonie | 2470 | 1  | =  | =  | X  | =  | =  | =  | =  | =  | =  | 5     | 4-6e  |
| 05  | Igor-Alexandre Nataf | MI    | France   | 2410 | =  | 0  | =  | =  | X  | 1  | =  | 1  | =  | =  | 5     | 4-6e  |
| 06  | Kevin Spraggett      | GMI   | Canada   | 2580 | 0  | =  | =  | =  | 0  | X  | 1  | 1  | 1  | =  | 5     | 4-6e  |
| 07  | Mikhail Ivanov       | GMI   | Russie   | 2500 | =  | 0  | 0  | =  | =  | 0  | X  | 0  | 1  | 1  | 3,5   | 7-8e  |
| 08  | Jean-Luc Chabanon    | MI    | France   | 2435 | 0  | 0  | =  | =  | 0  | 0  | 1  | X  | =  | 1  | 3,5   | 7-8e  |
| 09  | Robert Fontaine      |       | France   | 2320 | 0  | 0  | 0  | =  | =  | 0  | 0  | =  | X  | 1  | 2,5   | 9e    |
| 10  | Darko Anic           | MI    | France   | 2470 | 0  | 0  | =  | =  | =  | =  | 0  | 0  | 0  | X  | 2     | 10e   |

### Troisième Master: 1999
Le plus fort tournoi (catégorie XV) organisé en France depuis le tournoi de la coupe du monde à Belfort en 1988. En battant Viktor Bologan lors de la dernière ronde, Joël Lautier remporte le tournoi, confirmant sa place parmi les meilleurs joueurs du monde.
| No. | Nom                 | Nat.       | Elo  | 01 | 02 | 03 | 04 | 05 | 06 | 07 | 08 | 09 | 10 | Total | Rang |
| --- | ------------------- | ---------- | ---- | -- | -- | -- | -- | -- | -- | -- | -- | -- | -- | ----- | ---- |
| 01  | Joël Lautier        | France     | 2596 | X  | 1  | 1  | =  | 1  | 0  | =  | 1  | 1  | =  | 6,5   | 1er  |
| 02  | Viktor Bologan      | Moldavie   | 2609 | 0  | X  | 0  | 1  | 0  | 1  | 1  | 1  | 1  | 1  | 6     | 2e   |
| 03  | Ruslan Ponomariov   | Ukraine    | 2609 | 0  | 1  | X  | =  | =  | =  | 1  | =  | =  | =  | 5     | 3-5e |
| 04  | Vladislav Tkachiev  | Kazakhstan | 2634 | =  | 0  | =  | X  | 1  | =  | =  | =  | 1  | =  | 5     | 3-5e |
| 05  | Étienne Bacrot      | France     | 2561 | 0  | 1  | =  | 0  | X  | =  | 1  | =  | =  | 1  | 5     | 3-5e |
| 06  | Valeri Salov        | Russie     | 2670 | 1  | 0  | =  | =  | =  | X  | =  | 0  | =  | =  | 4     | 6e   |
| 07  | Aleksandr Beliavski | Slovénie   | 2650 | =  | 0  | 0  | =  | 0  | =  | X  | 1  | =  | =  | 3,5   | 7-9e |
| 08  | Igors Rausis        | Lettonie   | 2508 | 0  | 0  | =  | =  | =  | 1  | 0  | X  | 0  | 1  | 3,5   | 7-9e |
| 09  | Matthew Sadler      | Angleterre | 2667 | 0  | 0  | =  | 0  | =  | =  | =  | 1  | X  | =  | 3,5   | 7-9e |
| 10  | Christian Bauer     | France     | 2528 | =  | 0  | =  | =  | 0  | =  | =  | 0  | =  | X  | 3     | 10e  |

### Quatrième Master: 2001
Le plus fort tournoi organisé en France depuis le Master précédent. Vladimir Akopian vice-champion du monde 1999, s'impose devant Joël Lautier.
| No. | Nom                   | Nat.     | Elo  | 01 | 02 | 03 | 04 | 05 | 06 | 07 | 08 | 09 | 10 | Total | Rang |
| --- | --------------------- | -------- | ---- | -- | -- | -- | -- | -- | -- | -- | -- | -- | -- | ----- | ---- |
| 01  | Vladimir Akopian      | Arménie  | 2654 | X  | =  | =  | =  | 1  | =  | =  | =  | 1  | 1  | 6     | 1er  |
| 02  | Joël Lautier          | France   | 2658 | =  | X  | =  | 0  | =  | 1  | 1  | =  | 1  | =  | 5,5   | 2e   |
| 03  | Étienne Bacrot        | France   | 2627 | =  | =  | X  | =  | =  | 1  | =  | 0  | 1  | =  | 5     | 3-5e |
| 04  | Ievgueni Bareïev      | Russie   | 2709 | =  | 1  | =  | X  | =  | 0  | 1  | =  | 0  | 1  | 5     | 3-5e |
| 05  | Loek van Wely         | Pays-Bas | 2670 | 0  | =  | =  | =  | X  | =  | 1  | 1  | 1  | 0  | 5     | 3-5e |
| 06  | Aleksandr Grichtchouk | Russie   | 2668 | =  | 0  | 0  | 1  | =  | X  | =  | 1  | 0  | 1  | 4,5   | 6e   |
| 07  | Laurent Fressinet     | France   | 2575 | =  | 0  | =  | 0  | 0  | =  | X  | 1  | 1  | =  | 4     | 7e   |
| 08  | Vladislav Tkachiev    | France   | 2672 | =  | =  | 1  | =  | 0  | 0  | 0  | X  | =  | =  | 3,5   | 8-9e |
| 09  | Viktor Bologan        | Moldavie | 2676 | 0  | 0  | 0  | 1  | 0  | 1  | 0  | =  | X  | 1  | 3,5   | 8-9e |
| 10  | Christian Bauer       | France   | 2612 | 0  | =  | =  | 0  | 1  | 0  | =  | =  | 0  | X  | 3     | 10e  |

### Cinquième Master: 2003
Le russe Ievgueni Bareïev s'impose devant l'anglais Michael Adams.
| No. | Nom               | Nat.        | Elo  | 01 | 02 | 03 | 04 | 05 | 06 | 07 | 08 | 09 | 10 | Total | Rang  |
| --- | ----------------- | ----------- | ---- | -- | -- | -- | -- | -- | -- | -- | -- | -- | -- | ----- | ----- |
| 01  | Ievgueni Bareïev  | Russie      | 2734 | X  | =  | =  | =  | 1  | =  | 1  | 1  | 1  | =  | 6,5   | 1er   |
| 02  | Michael Adams     | Angleterre  | 2723 | =  | X  | =  | =  | =  | =  | 1  | 1  | =  | 1  | 6     | 2e    |
| 03  | Boris Guelfand    | Israël      | 2700 | =  | =  | X  | 1  | 1  | 1  | 0  | =  | 0  | 1  | 5,5   | 3-4e  |
| 04  | Judit Polgár      | Hongrie     | 2715 | =  | =  | 0  | X  | =  | =  | 1  | 1  | 1  | =  | 5,5   | 3-4e  |
| 05  | Laurent Fressinet | France      | 2595 | 0  | =  | 0  | =  | X  | 1  | =  | =  | =  | 1  | 4,5   | 5e    |
| 06  | Christian Bauer   | France      | 2582 | =  | =  | 0  | =  | 0  | X  | =  | =  | =  | 1  | 4     | 6e    |
| 07  | Teimour Radjabov  | Azerbaïdjan | 2644 | 0  | 0  | 1  | 0  | =  | =  | X  | =  | =  | =  | 3,5   | 7-8e  |
| 08  | Joël Lautier      | France      | 2666 | 0  | 0  | =  | 0  | =  | =  | =  | X  | 1  | =  | 3,5   | 7-8e  |
| 09  | Vladimir Akopian  | Arménie     | 2703 | 0  | =  | 1  | 0  | =  | =  | =  | 0  | X  | 0  | 3     | 9-10e |
| 10  | Viktor Kortchnoï  | Suisse      | 2632 | =  | 0  | 0  | =  | 0  | 0  | =  | =  | 1  | X  | 3     | 9-10e |